# Karpîlivka, Sarnî
Karpîlivka (în ucraineană Карпилівка) este localitatea de reședință a comunei Karpîlivka din raionul Sarnî, regiunea Rivne, Ucraina.

## Demografie
Componența lingvistică a localității Karpîlivka
     Ucraineană (99,52%)
     Alte limbi (0,43%)
Conform recensământului din 2001, majoritatea populației localității Karpîlivka era vorbitoare de ucraineană (99,52%), existând în minoritate și vorbitori de alte limbi.